# The Power of Decision
The Power of Decision er en amerikansk stumfilm fra 1917 af John W. Noble.

## Medvirkende
- Frances Nelson som Margot
- Richard Tucker som Austin Bland
- John Davidson som Wood Harding
- Sally Crute som Mrs. Wood Harding
- Mary Asquith som Mrs. Hall